# Gageac-et-Rouillac
Gageac-et-Rouillac è un comune francese di 486 abitanti situato nel dipartimento della Dordogna nella regione della Nuova Aquitania.

## Società

### Evoluzione demografica
Abitanti censiti